# Робер Герен
Робер Герен (француски: Robert Guérin), (19. март 1876 — 19. март 1952) је био француски судија, тренер, спортски новинар, и први председник ФИФА од 23. маја 1904. до 4. јуна 1906. У тренутку када је био изабран за председника ФИФА је радио за француски лист Le Matin, и био је секретар француског удружења спортских друштава. Био је и први селектор фудбалске репрезентације Француске од 1904. до 1906.
Сазвао је представнике првих 7 чланица Фифе у Париз, где су 1904. потписале оснивачки акт, и неколико првих статута те организације. Током његовог председавања је још 8 нових фудбалских савеза приступило Фифи, укључујући и Фудбалски савез Енглеске.